# Лещанка (Луківський повіт)
Лещанка (пол. Leszczanka) — село в Польщі, у гміні Тшебешув Луківського повіту Люблінського воєводства.
Населення — 277 осіб (2011).
У 1975-1998 роках село належало до Седлецького воєводства.

## Демографія
Демографічна структура станом на 31 березня 2011 року:
|          | Загалом | Допрацездатний вік | Працездатний вік | Постпрацездатний вік |
| -------- | ------- | ------------------ | ---------------- | -------------------- |
| Чоловіки | 153     | 37                 | 94               | 22                   |
| Жінки    | 124     | 26                 | 56               | 42                   |
| Разом    | 277     | 63                 | 150              | 64                   |